# Milton Sills
Milton Sills (Chicago, 12 de gener de 1882 – Los Angeles (Califòrnia), 15 de setembre de 1930) va ser un actor de teatre i cinema mut.

## Biografia
Va néixer a Chicago en una família adinerada. El seu pare era William Henry Sills, que es dedicava al negoci de la mineria i la seva mare era Josephine Antoinette Troost, hereva d'una pròspera família de banquers. Va estudiar matemàtiques, psicologia i filosofia a la Universitat de Chicago i després de graduar-se el 1903 aconseguí una beca en filosofia. En uns quants anys es va convertir en professor de la universitat.
L'any 1905, l'actor Donald Robertson va visitar l'escola per donar una conferència sobre Henrik Ibsen i va suggerir a Sills que provés la interpretació. Per caprici Sills va acceptar i va deixar la seva carrera docent per emprendre una etapa com a actor. Es va unir a la companyia de teatre de Robertson i va començar una gira pel país. El 1908, mentre actuava a Nova Orleans, va atraure l'atenció dels productors David Belasco i Charles Frohman que el van fer debutar a Broadway amb “This Woman and This Man”. De 1908 a 1914, Sills va aparèixer en una dotzena d'espectacles de Broadway entre els que es poden esmentar “The Servant of the House” (1909), “The Fighting Hope” (1909), “The Man on the Box”, “The Rack”, “Diplomacy” (1910), “The Governor’s Lady” (1912), “The Law and the Land” i “Panthea” (1914). El 1910, s’havia casat a Anglaterra amb l'actriu Gladys Edith Wynne amb qui tingué una filla, Dorothy, i de qui es divorciaria el 1925. El 1912, Sills es va unir a la companyia de Mary Elitch Long.
Pels volts de 1914 Sills era considerat com una de les grans figures del teatre, a l’alçada de John Barrymore o William Collier. Aquell any William A. Brady li oferí un paper per a l’escena final de la pel·lícula “The Pit” de Maurice Tourneur de la World Film Company. La pel·lícula va tenir un gran èxit i l’actor va fer tres pel·lícules més per a la companyia, inclosa “The Deep Purple” (1916) al costat de Clara Kimball Young. El 1917 protagonitzaria durant nou mesos el seria “'Patria” al costat d’Irene Castle. El llarg rodatge el convencé d’abandonar la companyia i establir-se com a freelance.
A principis de la dècada de 1920, Sills havia aconseguit l'estatus d’estrella i treballava per a diversos estudis com Metro Pictures, la Famous Players-Lasky i Pathé Exchange. El 1923 va protagonitzar conjuntament amb Colleen Moore “Flaming Youth”, que fou un gran èxit. El 1924 signà per a la First National i romangué amb aquesta productora fins l’arribada del cinema sonor. Entre les seves pel·lícules de més èxit amb la First National es poden destacar “Flowing Gold” (1924) i “The Sea Hawk” (1924), el seu major èxit, “Paradise” (1926) i “Valley of the Giants” (1927). El 1925 s’havia casat per segon cop, amb Doris Kenyon, amb qui co-protagonitzaria “The Unguarded Hour” (1925) i “Men of Steel” (1926), amb guió de Sills. El 1927 tindria un segon fill, Kenyon Clarence.

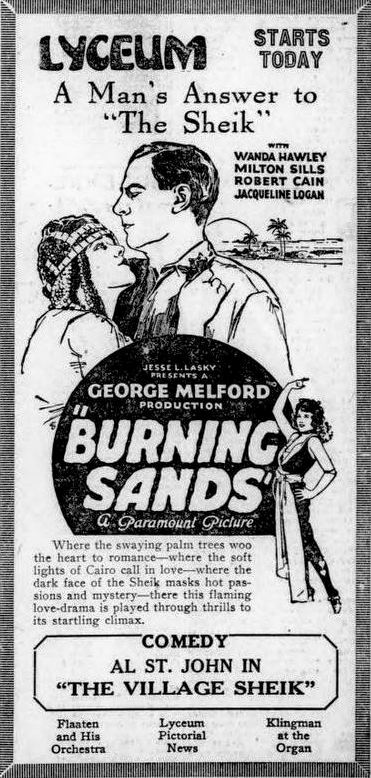
Milton Sills i Jacqueline Logan en un anunci publicitari de la pel·lícula "Burning Sands" (1922)

Sills havia començat a fer la transició cap el sonor ja el 1928 amb “The Barker”. Tot i això problemes de salut l’afectaren diversos cops. Poc després, el seu gestor fou acusat de frau i condemnat a presó i Sills fou acusat d’evasió d’impostos. Això fou un cop dur per a ell. La seva darrera aparició va ser en el paper principal de "The Sea Wolf" (1930). Poc després, amb 43 anys, el 1930 moria d'un atac de cor mentre jugava a tennis amb la seva filla i la seva dona a la seva casa de Brentwood. Havia estat un dels fundadors de l'Acadèmia de les Arts i les Ciències Cinematogràfiques dels Estats Units. Tot i interpretar sempre papers d’homes de caràcter fort i d’acció, mai va abandonat l’activitat intel·lectual, parlava quatre idiomes i poc abans de la seva mort havia estat co-autor del llibre “Values: A Philosophy of Human Needs” publicat per la Universitat de Chicago. També tenia amples coneixements de botànica i tocava el piano amb fluïdesa.

## Filmografia
- The Pit (1914)
- The Deep Purple (1915)
- The Arrival of Perpetua (1915)
- Under Southern Skies (1915)
- The Rack (1915)
- Patria (1917)
- The Honor System (1917)
- Souls Adrift (1917)
- Married in Name Only (1917)
- The Fringe of Society (1917)
- Diamonds and Pearls (1917)
- The Other Woman (1918)
- The Struggle Everlasting (1918)
- The Reason Why (1918)
- The Mysterious Client (1918)
- The Yellow Ticket (1918)
- The Claw (1918)
- The Savage Woman (1918)
- The Hell Cat (1918)
- Shadows (1919)
- Satan Junior (1919)
- The Stronger Vow (1919)
- The Hushed Hour (1919)
- The Woman Thou Gavest Me (1919)
- The Fear Woman (1919)
- Eyes of Youth (1919)
- What Every Woman Learns (1919)
- The Street Called Straight (1920)
- The Inferior Sex (1920)
- Dangerous to Men (1920)
- The Week-End (1920)
- Behold My Wife! (1920)
- Sweet Lavender (1920)
- The Furnace (1920)
- The Faith Healer (1921)
- The Little Fool (1921)
- Salvage (1921)
- The Great Moment (1921)
- At the End of the World (1921)
- Miss Lulu Bett (1921)
- A Trip to Paramountown (1922)
- One Clear Call (1922)
- The Woman Who Walked Alone (1922)
- Borderland  (1922)
- Burning Sands (1922)
- Skin Deep (1922)
- The Forgotten Law (1922)
- Environment (1922)
- The Marriage Chance (1922)
- The Last Hour (1923)
- What a Wife Learned (1923)
- The Isle of Lost Ships (1923)
- Souls for Sale (1923, cameo)
- Legally Dead (1923)
- The Spoilers (1923)
- Adam's Rib (1923)
- Why Women Remarry (1923)
- Flaming Youth (1923)
- Souls for Sale (1923)
- A Lady of Quality (1924)
- The Heart Bandit (1924)
- Flowing Gold (1924)
- The Sea Hawk (1924)
- Single Wives (1924)
- Madonna of the Streets (1924)
- As Man Desires (1925)
- I Want My Man (1925)
- The Making of O'Malley (1925)
- The Knockout (1925)
- A Lover's Oath (1925)
- The Unguarded Hour (1925)
- Puppets (1926)
- Men of Steel (1926)
- Paradise (1926)
- The Silent Lover (1926)
- The Sea Tiger (1927)
- Framed (1927)
- Hard-Boiled Haggerty (1927)
- The Valley of the Giants (1927)
- Burning Daylight (1928)
- The Hawk's Nest (1928)
- The Crash (1928)
- The Barker (1928)
- His Captive Womam (1929)
- Love and the Devil (1929)
- Man Trouble  (1930)
- The Sea Wolf (1930)